# Dni Stargardu
Dni Stargardu – cykl imprez kulturalno-rozrywkowo-sportowych, organizowany od 1964 w Stargardzie roku przez Stargardzkie Centrum Kultury, Muzeum Archeologiczno-Historyczne w Stargardzie i inne instytucje. Impreza trwa trzy dni i jest organizowana w weekend poprzedzający 24 czerwca (uroczystość św. Jana Chrzciciela – patrona Stargardu). 
Dni Stargardu podzielone są na trzy bloki. Piątek i sobota są dniami muzycznymi. Do stargardzkiego amfiteatru przyjeżdżają gwiazdy muzyki rozrywkowej z kraju i ze świata. Towarzyszą im lokalne zespoły. Sobota i niedziela – to dni sportowe, podczas których rozgrywane są zawody, wyścigi i mecze. Odbywają się m.in. Turniej Tenisa Ziemnego „15. Południk” o Puchar Prezydenta Miasta i Międzynarodowy Bieg Uliczny o „Błękitną Wstęgę” na dystansie 10 km. Sobota i niedziela to także dni historyczne „W Krainie Gryfa”. Na terenie trzech parków w obrębie stargardzkich plant: Parku Piastowskiego, Parku Popiela i Parku Jagiellońskiego, przy Bastei organizowany jest festyn podczas którego odbywają są pokazy bitew z okresu wojny trzydziestoletniej, rzemiosła, kultury i ubiorów XVII-wiecznych, a także jarmark rękodzieła, rzemiosła, i sztuki.